# 贝宁
贝宁共和国（法語：République du Bénin），通称贝宁，是非洲西部国家，旧名达荷美（Dahomey）。贝宁南濒几内亚湾，东邻尼日利亚，北与尼日尔接壤，西北与布基纳法索相连，西和多哥接壤。
贝宁面积達114,762平方公里，人口數為1,375萬（2022年），首都波多诺伏为国民议会所在地，科托努则为政府所在地。

## 国名
贝宁在1975年之前称为达荷美，此后改称贝宁。貝寧該名稱起源於古代的貝寧王國。但今日貝寧共和國的領土並不與古代貝寧王國重疊（而是位於共和國東邊），貝寧王國的首都貝寧城也不在共和國境內，而位於其東邊鄰居尼日利亞境內，所以理論上來說，尼日利亞與古代貝寧更有關聯。

## 历史
奥约帝国是17世紀中期至18世纪晚期西非地区政治上最重要的国家，它不仅掌控现代尼日利亚、贝宁和多哥等地的政权，也统治其他非洲王国，包括丰族所建的达荷美王国。15世纪葡萄牙侵入沿岸贩运奴隶；17世纪发源于阿波美高原的达荷美王国逐步扩张到南部沿海地区。1851年被法国逐步侵占，1894年沦为法国殖民地，1904年并入法属西非洲。
1958年成为法兰西共同体内的自治共和国，1960年8月1日达荷美共和国宣告独立，首任总统马加在1963年欲借军方力量镇压反对派，自己反遭罢黜。后军人还政文人，到1972年结束，先后发生五次政变事件，政权六度易手。而1970年所设由三地区领袖每二年轮任总统之制度，实为各种妥协方法尝试殆尽后的不得以之策，亦未收效。至1972年10月26日克雷库中校发动政变，改弦易辙，正式采用马列主义，1975年12月1日改名为贝宁人民共和国，推行军事集权。
1988年末，貝南由於經濟上過度依賴東方陣營國家，財政狀況急劇惡化，社會動盪。次年，克雷庫被迫宣布放棄共產主義，同國內外反對派對話，進行政治改革。
1990年3月1日，貝南人民共和國改名為貝南共和國，克雷庫也在1991年貝南首次多黨制民主總統大選中敗北下台。

## 地理

贝宁位于西非

贝宁位于西非，南濒大西洋，东接尼日利亚，东北与尼日相接，西北与布基纳法索为邻，西与多哥交界。面积有114,763平方公里。

### 自然区域
气候分为南、北气候区。北部分旱季、雨季雨季，雨季在5-9月；南部为赤道型气候，具有两个雨季和两个旱季。雨季在3-7月。维达至科托努一段海岸一带属于阿克拉-多哥干燥海岸气候带，年降水量只有823毫米。科托努至波多诺伏降水量上升，波多诺伏年平均降水量为1286毫米。内陆属于副赤道气候带，降水量不大。萨瓦鲁以北属于南热带草原气候，降水量急剧减少，且不稳定。
貝南全境分为五个自然区：
1. 沿海区海岸属于沙嘴和潟湖地貌，多为古河口湾侵蚀和淤积的产物。两条径流流入海洋，一是布什-裘-鲁阿河，一是科托努附近连接诺库埃湖与海洋的径流。
2. 黏土区位于沿海区以北，土质肥沃，高度约400公尺。范围由阿波美延伸至阿拉達（Allada）的拉马沼泽地（Lama March）。
3. 达荷美高原海拔约300-750英尺，含四处结晶岩，主要由黏土地构成。
4. 阿塔科拉山位于国境西北部，东北-西南向，最高处为2146公尺。
5. 尼日河平原位于贝宁东北部。

### 行政区划
贝宁实行省、县（市）、镇、村四级行政区划管理，原为6个国家一级行政区，1999年划分为12个一级行政区（省），77个县（市，67个县、10个市）。
| 序号 | 中文名称   | 法语名称 | 贝宁地图 |
| ---- | ---------- | -------- | -------- |
| 1    | 阿黎博里省 | （）     |          |
| 2    | 阿塔科拉省 | （）     |          |
| 3    | 大西洋省   | （）     |          |
| 4    | 博尔古省   | （）     |          |
| 5    | 丘陵省     | （）     |          |
| 6    | 库福省     | （）     |          |
| 7    | 峡谷省     | （）     |          |
| 8    | 滨海省     | （）     |          |
| 9    | 莫诺省     | （）     |          |
| 10   | 韦梅省     | （）     |          |
| 11   | 高原省     | （）     |          |
| 12   | 祖省       | （）     |          |

## 政治
贝宁历史共经历七部宪法，现行宪法于1990年12月2日由公民投票通过；现行宪法规定“建立一个民主多元化和法制的国家”，实行行政、立法和司法分离的原则和总统制。总统选举与议会选举分开进行，均为每五年一次，议会有83个议席，总统为政府首脑兼国家元首。

### 外交
贝宁与法国关系密切。贝宁是联合国、非盟、伊斯兰合作组织、法语国家及地区国际组织等国际、区域组织的成员国。

### 军事
贝宁军队包括海军、陆军、空军。军队服役最低年龄21岁，共18个月。适龄男性女性均可自愿参选。
海军力量为保卫海岸线，主要用充气船来对抗海盗。

贝宁也一直在努力调解利比里亚、几内亚比绍等国家的危机，可以在海地、刚果民主共和国等动荡的地方看到他们身影。

贝宁也是西非国家经济共同体的成员。

## 经济

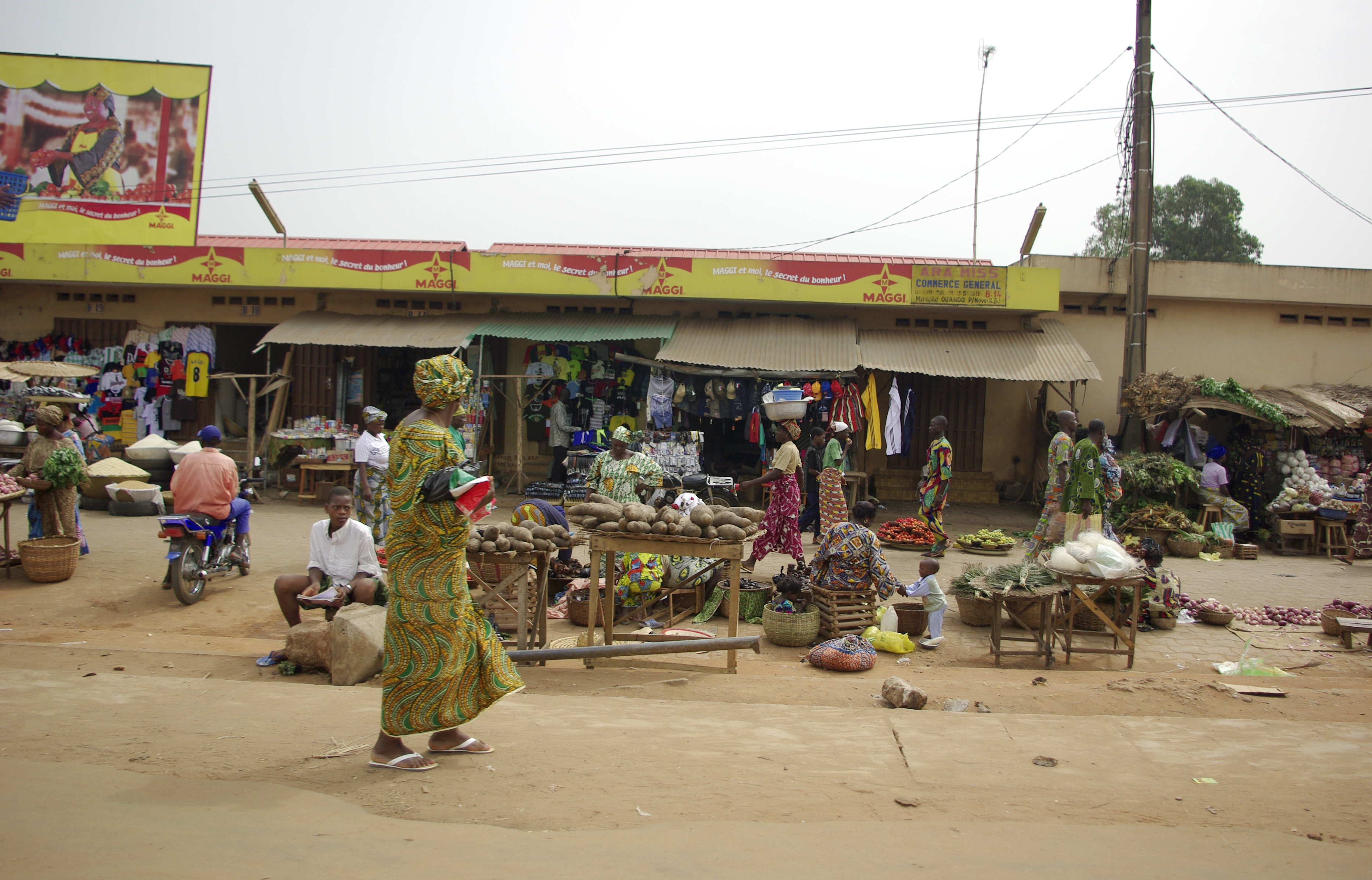
波多诺伏商業街

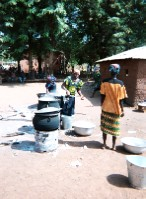
當地農村

贝宁是世界最低度開發国家之一。2016年国民生产总值预估达83亿美元，人均仅为745美元。经济高度依赖农业。由于南部地区一些强大的部落王国自古以来便支持与欧洲人的往来，因此促使农业经济过早地专业化，粮食方面不能自给。南方地区和达荷美高原种植经济作物油棕榈。棕榈仁和棕榈油是贝宁最主要的出口商品，其棕榈油的特点是胡萝卜素含量高（1.7%—2%）。粮食作物有薯蓣、木薯、甘薯、玉米、豌豆、蚕豆及花生。
贝宁独立之前，一些大型种植园中有巨大的棕榈油工厂。全国共有四座这样的工厂，年产量为20000吨棕榈油。贝宁独立之后将种植园和工厂收归国有，导致产量急剧下降，在中国和苏联的援助下方缓慢上升。还有两家用棕榈油制作肥皂的工厂，数家生产椰乾的工厂。
棉花的种植方式比其他非洲国家细致，因此品質较好。一半的棉花产量和全部棉籽均供出口。花生的出口比例更少。
比尔马河流域有少量露天沙金。科乌安德地区有金红石和钛铁矿。石油探明储量约为1000万吨。
交通运输业2002年产值为2.26亿美元，约占国内生产总值的8％。铁路总长685多公里，年客运量约70万人次，年货运能力约60万吨；公路总长16200多公里，2003年1月，开通了科托努至波多诺伏的高速公路。科托努港为地区性重要转运港口，年营业额约为3000亿非洲法郎。2001年，货物吞吐量达340万吨。科托努国际机场是贝宁唯一的A1型国际机场，年客运量约35万人次，货运量4600吨。此外，贝宁还有8个国内机场，但不具备夜航条件。

## 人口

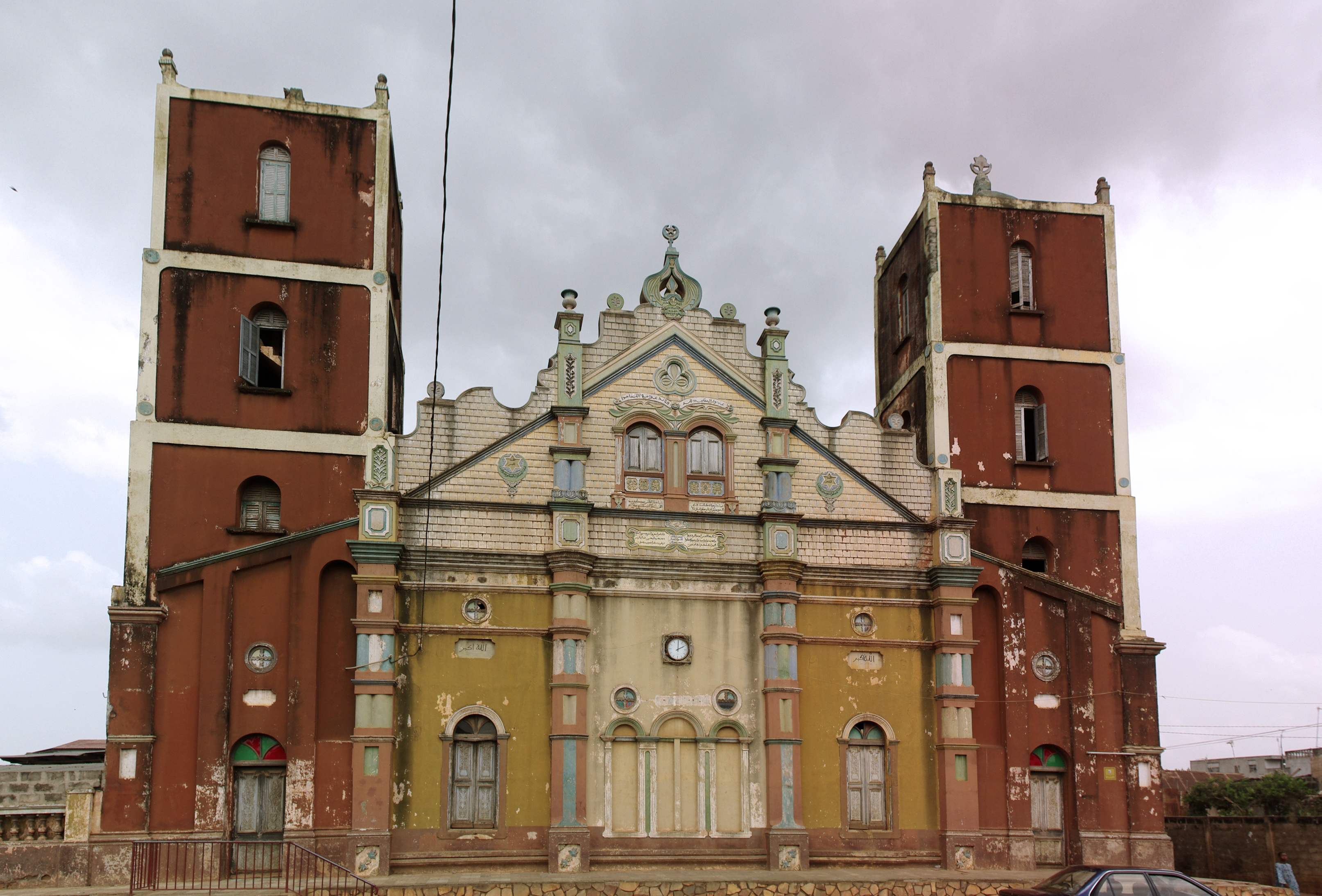
新港大教堂

2002年人口为660万，2013年人口突破1000万，2015年人口约1088万，主要集中在南部；2000年人口增长率为2.8％。全国共有60多个部族，其中最大民族是丰族，约170万人说丰语（2001年）；另外还有歐如巴文化群（120万人）、阿坎族（60万人）、巴力巴族（46万人）、阿伊如族（33万人）、夫拉族（31万人）和刚族（24万人）。南方港区附近有少数巴西奴隸的后裔。也有小群的法国人和亚洲人，主要是黎巴嫩人、华人和印度人。
约52.2％信奉基督教，為最大宗教、24.6％信奉伊斯蘭教、17.9%的國民信奉伏都教。
贝宁的官方语言为法语。，全国使用较广的语言有豐語、约鲁巴语和巴利巴语。贝宁文盲率很高。2000年，男子文盲率43.1%，女子文盲率高达75.3%。2001年，学龄儿童入学率为89％，其中女童入学率仅为73%。贝宁现有大学2所，分别为阿波美-卡拉维大学和帕拉库大学，另有技术、专科学校约112所，普通中学约246所，小学约3558所。

## 城市
| 科托努 波多诺伏 | 1  | 科托努        | 濱海省   | 679,012 |
| 科托努 波多诺伏 | 2  | 波多诺伏      | 韋梅省   | 264,320 |
| 科托努 波多诺伏 | 3  | 帕拉庫        | 博爾古省 | 255,478 |
| 科托努 波多诺伏 | 4  | 戈多美        | 大西洋省 | 253,262 |
| 科托努 波多诺伏 | 5  | 阿波美-卡拉维 | 大西洋省 | 117,824 |
| 科托努 波多诺伏 | 6  | 朱古          | 峽谷省   | 94,773  |
| 科托努 波多诺伏 | 7  | 博希孔        | 祖省     | 93,744  |
| 科托努 波多诺伏 | 8  | 埃克佩        | 韋梅省   | 75,313  |
| 科托努 波多诺伏 | 9  | 阿波美        | 祖省     | 67,885  |
| 科托努 波多诺伏 | 10 | 尼基          | 博爾古省 | 66,109  |

## 外部連結
- Country Profile（页面存档备份，存于） from BBC News
- 《世界概况》上有关Benin的条目
- Benin from UCB Libraries GovPubs